# Elektrode za zavarivanje
Elektroda (grč. ἤλεϰτρον: jantar + ὁδός: put), u elektrokemiji, je višefazni sustav u kojem se uspostavlja oksidoredukcijska ravnoteža između faze s elektronskom vodljivošću i faze s ionskom vodljivošću (otopine elektrolita). Najčešće se pritom radi o ravnoteži u redoks sustavu koji se sastoji od metala uronjena u otopinu svoje soli. Metal je reducirani oblik, a metalni su ioni u otopini oksidirani oblik elektrode, na primjer:
Zn ⇆ Zn2+ + 2e–
Metalni ioni iz kristalne rešetke nastojat će prijeći u otopinu, a ioni iz otopine težit će tomu da prijeđu u rešetku. Što metal lakše prelazi u ionsko stanje, to jest što lakše otpušta elektrone, to je njegov elektrodni potencijal s obzirom na otopinu negativniji. Poznate su i elektrode u kojima reducirani oblik nije metal. Tako se na primjer u otopini željeznih iona uspostavlja redoks ravnoteža: 
Fe2+ ⇆ Fe3+ + e–
Ako se u takvu otopinu stavi metal koji s njom kemijski ne reagira, kao što je platinska žica, on s otopinom neće izmjenjivati ione, nego samo elektrone, ali će također imati određeni potencijal prema otopini.
Ako se dvije različite elektrode spoje vodičem, zbog razlike njihovih potencijala poteći će kroz njega električna struja i na elektrodama će započeti spontana reakcija oksidacije, odnosno redukcije. Elektroda na kojoj se zbiva oksidacija naziva se anodom, a ona na kojoj se zbiva redukcija katodom. Struja teče od elektrode većega potencijala prema elektrodi manjega potencijala, a razlika potencijala jednaka je elektromotornoj sili tako nastaloga galvanskog članka. Tako se elektrode mogu i međusobno uspoređivati. Kao standardna (referentna) uzima se vodikova elektroda, u kojoj se vodik uz određene uvjete i u dodiru s platinskom žicom uvodi u otopinu: 
H2 ⇆ 2H+ + 2e–
Potencijal te elektrode dogovorno je jednak nuli, pa se prema njoj mogu mjeriti potencijali drugih redoks sustava, često s pomoću indikatorskih elektroda (na primjer staklena elektroda, srebrna elektroda, razne ionsko-selektivne elektrode). Tako se uspostavlja niz njihovih standardnih elektrodnih potencijala, koji pokazuje relativnu oksidacijsku, odnosno redukcijsku moć različitih redoks sustava. Međutim, ako se na elektrode galvanskoga članka dovede izvana napon suprotan i veći od napona samoga članka, zbivat će se elektroliza, proces suprotan spontanomu procesu u galvanskom članku.

## Elektroda u elektrotehnici
U elektrotehnici, elektroda je električni element za spajanje nekog tijela ili sredstva u strujni krug, za emisiju, ubrzavanje ili usmjeravanje naelektriziranih čestica te za ostvarivanje električnog polja. Elektrode su prema izvedbi vrlo različite, neke su sastavni dio pojedinih drugih elemenata (elektronskih cijevi, poluvodičkih elemenata, galvanskih članaka), neke služe za spajanje s ljudskim tijelom ili organom pri elektrodijagnostici, elektroterapiji ili elektrostimulaciji, a neke za odvijanje pojedinih postupaka (elektroliza, električno zavarivanje). Elektrodama se nastoji postići dobra električna vodljivost, zato su one od dobro vodljiva materijala (metali, slitine, ugljik). Ako služe spajanju nekog tijela, moraju uz njega dobro prianjati, što se postiže pritiskom, lemljenjem, zataljivanjem ili stavljanjem vodljivog sredstva (tekućine ili paste) na spojno mjesto. Elektrode, spojna mjesta te posljedice fizikalno-kemijskih reakcija između elektroda i tijela ili sredstva unose u električni krug svoja električna svojstva (vodljivost, otpor, kapacitet, induktivitet, polariziranost i drugo), često ovisna i o frekvenciji električne struje ili oblicima i frekvenciji impulsa. Zato se u nadomjesnim shemama elektroda predočuje pripadnim slogovima otpornika, kondenzatora, zavojnica ili galvanskih članaka.

## Elektrode za zavarivanje
Elektrode za zavarivanje mogu biti gole (ugljeni ili metalni štap, žica ili traka), obložene (metalna jezgra, a obloga mineralni materijal) ili punjene (mineralna jezgra i metalna obloga) ili nekih drugih oblika. Dodatni materijali i elektrode za elektrolučno zavarivanje (i druge načine zavarivanja) su standardizirani za pojedine načine zavarivanja i prema vrsti osnovnog materijala. Priprema, odnosno oblici dodirnih površina koje se zavaruju (zavareni spoj) i njihovih rubova, je standardizirana za pojedine načine zavarivanja i prema vrsti osnovnog materijala.
Materijal obloge elektrode tali se zajedno s metalnom žicom i stvara trosku. Troska je lakša od čelika, pa pliva po zavaru i pokriva ga. Plinovi koji se oslobađaju pri taljenju obloge stvaraju zaštitni omotač oko mjesta zavarivanja i ne dozvoljavaju prilaz kisiku i dušiku iz zraka u taljevinu. Ako bi dušik ušao u taljevinu, zavar bi postao krhk, a ako bi se kisik vezao s usijanim čelikom, dobio bi se nečisti zavar s oksidnim uključcima (korozija). Tako bi se znatno smanjila čvrstoća spoja. Ako je obloga elektrode deblja, postiže se bolja zaštita. Gola elektroda nema ova zaštitna svojstva. Troska se zavara ne smije uklanjati prije nego što se zavar stegne (očvrsne). Pri uklanjanju troske treba koristiti masku s prozirnim staklom ili zaštitne naočale.

### Obložena elektroda
Zaštitu električnog luka i taline zavara od okolnog zraka obavljaju uglavnom plinovi i troska, koji nastaju pri taljenju i kemijskim reakcijama mineralne obloge potrošne ili obložene elektrode. Obloga ima još i druge zadaće: stabilizaciju električnog luka (povećana sposobnost ioniziranja dodatkom oksida kalcija, kalija i titanija), legiranje (feromangan, ferosilicij, krom, nikal, molibden, vanadij, aluminij, bakar, ugljik, i drugo), otplinjavanje taline (kisik se uklanja s titanijem, aluminijem, silicijem, manganom; vodik se uklanja s kalcijevim floridom) i rafinaciju (smanjenje količine sumpora i fosfora) taline zavara. Prema namjeni razlikuju se elektrode za zavarivanje, za navarivanje, za žlijebljenje i za rezanje. U vezi s tehnološkim osobinama, razlikuju se elektrode s dubokim provarom, za posebne radne zahtjeve (za zavarivanje u okomitom položaju, iznad glave, zavarivanje korijena zavarenog spoja), elektrode s velikim rastalnim učinkom (s korisnošću do 200% i više). Uobičajeni promjeri obloženih elektroda kod ručnog elektrolučnog zavarivanja (REL) su: 2; 2,5; 3,25; 4; 5; 6 i 8 mm, a duljine: (300) 350 i 450 mm.

#### Elektrode s kiselom oblogom (oznaka A)
Elektrode s kiselom oblogom imaju izrazito tekuću trosku, pa nisu podesne za zavarivanje u prisilnim položajima. Koriste se za zavarivanje sučeljnih i kutnih spojeva u položenom položaju. Srednje debela ili debela obloga sadrži okside željeza, mangana i silicija, feromangana, te pojedine dezoksidante. Lako uspostavljaju električni luk, daje glatku i sjajnu površinu zavara, duboko penetrira, troska se lako otklanja. Priključuju se na izmjeničnu struju ili na (-) pol izvora električne struje. Stvaraju se oksidi i karbonati željeza i mangana, sa silikatima. Zaštitni plin sadrži približno: 40% H2, 40% (CO+CO2) i 20% H2O. Zavareni spoj ima nisku udarnu žilavost.

#### Elektrode s bazičnom oblogom (oznaka B)
Elektrode s bazičnom oblogom ili karbonatnobazne elektrode imaju najčešće debelu oblogu s dodacima kalcijevog i magnezijevog karbonata, kalcijevog fluoride, rutila, kvarca, ferolegura u tragovima. Stvara se gusta, tamnosmeđa troska, teže se otklanja (hrapava i izbočena površina). Zavareni spoj je izvrsnih mehaničkih svojstava. Koriste se za zavarivanje većine čeličnih konstrukcija, kao i čelika s povišenim sadržajem ugljika, te čelika većih debljina. Priključuju se na (+) pol izvora električne struje. Zaštitni plin sadrži približno: 80% CO i 20% CO2. Zavareni spoj ima dobru udarnu žilavost.

#### Elektrode s celuloznom oblogom (oznaka C)
Elektrode s celuloznom oblogom ili penetrirajuće elektrode imaju srednje debelu oblogu, s 15% celuloze, 30% titanijevog diooksida (rutil), ferolegure, silikati, dezoksidansi, i drugo. Stvara mnogo plinova i malo troske, koja se lako otklanja. Velika je dubina penetracije i brzina taljenja, pogodna za zavarivanje korijenih zavara (elektrode za zavarivanje cijevi "odozgo - dolje"). Stvara se neravna površina zavara lošeg izgleda i značajno je rasprskavanje metala. Priključuju se na izmjeničnu struju ili na (-) pol izvora električne struje. Koriste se i za rezanje. Imaju visok sadržaj vodika. Zaštitni plin sadrži približno: 40% H2, 40% (CO+CO2) i 20% H2O.

#### Elektrode s rutilnom oblogom (oznaka R)
Elektrode s rutilnom oblogom ili titanijoksidne elektrode lako uspostavljaju električni luk. Imaju srednje debelu ili debelu oblogu s dodatkom rutila (TiO2). Stvara gustu trosku koja teško teče, pa je pogodna za zavarivanje u svim položajima. Osigurava dobra mehanička svojstva i lijep izgled zavara. Priključuju se na izmjeničnu struju ili na (-) pol izvora električne struje. Zaštitni plin sadrži približno: 40% H2, 40% (CO+CO2) i 20% H2O.

#### Specijalne elektrode (oznaka S)
Specijalne elektrode služe za zavarivanje teško obojenih i lakih metala i njegovih legura. 

### Skladištenje i rukovanje obloženim elektrodama
Posebno treba voditi računa o zaštiti od vlage. Elektrode s kiselom, rutilnom i celuloznom oblogom se, prilikom izrade, suše do sadržaja vlage od 0,3 do 5%, ovisno o vrsti obloge. Bazične se elektrode suše znatno više, sve do sadržaja vlage od 0,05%. Uobičajeno pakiranje nelegiranih elektroda je u kartonskim kutijama s nepropusnim plastičnim omotačem. Za legirane elektrode koriste se plastične kutije, a celulozne se stavljaju u posebne limenke.  Ako se elektrode navlaže, mora ih se prije korištenja osušiti, a što se, u pravilu, izvodni na temperaturi ne višoj od 350 do 450 °C, u trajanju od 1 do 2 sata. Korodirane, masne, vlažne i oštećene elektrode ne smiju se upotrebljavati za zavarivanje.